# Суразьке лісництво
Суразьке лісництво» — територіально-виробнича одиниця ДП «Кременецьке лісове господарство» Тернопільського обласного управління лісового та мисливського господарства, підприємство з вирощування лісу, декоративного садивного матеріалу.
Контора лісництва розташована в с. Суражі Шумського району.

## Відомості
Площа лісових насаджень — 4906,8 га, всі розташовані в Шумському районі.
Є 5 майстерських дільниць. Середня площа майстерської дільниці — 817,8 га.

## Об'єкти природно-заповідного фонду
На території лісництва знаходиться ? об'єктів природно-заповідного фонду: